# Den ny Rocambole
Den ny Rocambole er en dansk stumfilm fra 1917, der er instrueret af Robert Dinesen efter manuskript af Valdemar Andersen og Alf Nielsen.

## Handling
Denne artikel mangler et handlingsreferat. Hjælp os med at skrive det.

## Medvirkende
- Jonna Anker Kreutz - Enkebaronesse von Welten
- Svend Melsing - Egon von Welten, enkebaronessens søn
- Ingeborg Spangsfeldt - Vita, enkebaronessens datter
- Robert Dinesen - Aksel Greiber, læge
- Philip Bech - Grev Terro von Karlowitz
- Agnete von Prangen - Grevinde Kythia von Karlowitz